# Rokita (szczyt)
Rokita (ok. 860 m) – niewybitny szczyt w głównym grzbiecie Pasma Radziejowej w Beskidzie Sądeckim. Znajduje się pomiędzy Kubą (888 m) a Skałką (1163 m). Na Rokicie następuje załamanie tego grzbietu; od Dzwonkówki przez przełęcz Przysłop i Kubę do Rokity biegnie on w kierunku północno-wschodnim, od Rokity do Skałki i dalej zmienia kierunek na wschodni. Jest też Rokita szczytem zwornikowym; w północnym kierunku biegnie od niej boczna odnoga Pasma Radziejowej opadająca poprzez Bucznik do wideł Obidzkiego Potoku i potoku Majdan.
Rokita to kopulaste i niewybitne, niewiele ponad grzbiet wznoszące się wzniesienie. Jej zachodnie stoki opadają do Obidzkiego Potoku, wschodnie do potoku Majdan. Z lasu na południowo-wschodnich stokach Rokity wypływa jeden z dopływów potoku Sopotnickiego. Wierzchołek i znaczna część łagodnych stoków Rokity są trawiaste, znajdują się na nich dwie polany. Na południowo-zachodnich stokach jest to Krótka Polana, na stokach północnych i wschodnich Herślowa Polana. Grzbietem Rokity przebiegają 2 szlaki turystyczne, krzyżujące się tuż przy jej wierzchołku. Z odkrytego wierzchołka rozległe widoki. Psuje je tylko biegnąca grzbietem linia energetyczna. Administracyjnie są to tereny należące do miejscowości Obidza. Zabudowania 3 gospodarstw osiedla Bukowina należącego do tej miejscowości znajdują się na Polanie Herślowej.
Przez szczyt i grzbietem Kuby biegnie granic między wsią Obidza w powiecie nowosądeckim (stok północny) i miastem Szczawnica w powiecie nowotarskim (stok południowy).

## Szlaki turystyczne
– Główny Szlak Beskidzki im. Kazimierza Sosnowskiego.
 – gminny szlak turystyczny z Obidzy-Zarębki PKS przez Bucznik, Rokitę i Kubę na Przysłop. 1:45 h.